# 服部半藏
服部半藏，日本戰國時代至江戶時代初期時德川氏麾下的武士一族。「半藏」一名是服部家用來代代相傳的名號。此外、歷代的族長都以石見守（いわみのかみ，Iwami no Kami）世代相傳，因此又稱為服部石見守。
服部氏於第2代的服部半藏正成（1542年 - 1596年12月23日）仕奉於德川家康旗下，幫助他打天下而將半藏之名發揚光大，故後世口中的服部半藏都是指服部正成，又號稱「鬼半藏」。
伊賀出身的服部家因地緣之故，麾下士兵有不少是伊賀忍者、因此服部半藏被後世視為忍者的代表人物之一，但其實服部家族是不折不扣的武士。

## 歷史中的服部半藏
服部家是伊賀國的豪族。
服部正成之父服部保長為第一代，原侍奉足利義晴，離開伊賀後到了三河國仕奉松平氏，相繼侍奉了松平清康、廣忠、家康 三代。
保長的長子服部正成繼承了服部家當主「半藏」的名號，正成侍奉德川家康時屢立戰功、表現勇猛而有「鬼半藏」的美稱。
正成雖為武士身份但因地緣關係多率領忍者行動、後世記載他的事蹟多是率領忍者眾進行放火等秘密活動。此外在本能寺之變時，因為在伊賀擁有地緣和人脈的關係，服部順利地將家康經伊賀護送回三河，而立下大功。
此後，德川家康開始將天正伊賀之亂中流離失散的伊賀忍者集合起來，組成伊賀同心軍團，交予正成統領。德川家康遷都至江戶城時，半藏負責江戶城西門的警備、因此這個西門到現在都還有半藏門的稱呼。
正成的長男，服部正就（1576年－1615年）在父親死後、繼續領導伊賀同心200人、同樣與父親有半藏和石見守的稱呼。然而正就一掌有指揮權後就引來部下的不服，從此正就被廢了兵權、改封領地，服部半藏一名看起來似乎只繼承了三代、不過，正就的妻子是桑名藩主松平定勝的姐姐，他的兒子・服部正辰（1609年－1663年）也因而得以仕奉於桑名松平家。此外，正就的弟弟・服部正重（1580年－1652年）也被松平家任為家老一職。
之後服部半藏之名傳至第十二代時由廿一歲的服部正義（1845年10月29日－1886年1月22日）繼承，他成為桑名藩松平定敬的家老，曾經參與鳥羽伏見之戰，見證了明治維新。

## 大眾文化
在現代，服部半藏是伊賀忍者中最為人所知的角色。也因此以服部半藏之名出現在的小說、時代劇、漫畫、電玩為數眾多，以下介紹幾例：
- 佐助
和主角猿飛佐助敵對的服部半藏。時代背景是真田幸村麾下的忍者與德川氏霸權的暗鬥。
- 忍者哈特利
主角哈特利（Hattori；服部的音譯）被設定為服部半藏的子孫。
- 服部半藏・影子軍團
服部半藏家被改封後、以服部半藏之名的頭目和其伊賀忍軍的故事，半藏以主角登場。
- 信長之野望系列、伊忍道 打倒信長、戰國無雙等電玩遊戲。﹙黒田崇矢配音﹚
此為光榮公司以戰國時代為舞台所設計的遊戲。
- 人造人間キカイダー
服部半藏子孫服部半平以偵探的角色登場。
- 侍魂
系列中少数几个全勤角色。
- 獵命師傳奇
樂眠七棺之一，中出現時為吸血鬼。
- 龍族拼圖
戰國人物
- 銀魂
銀魂登場人物服部全藏，前御庭番眾首領、摩利支天，傳說中的忍者NO.1
- 東京地下鐵半藏門線
東京地鐵半藏門線以半藏門命名，而半藏門是因服部半藏在江戶的宅第所在地而得名。[1]
- 忍豆風雲3
怪奇之塔、忍法皆傳出現，武器為震電
- 仁王2
於支線任務「影子的使命」登場，在修行場擔任忍術、長槍、機關棍師傅
- RIDER TIME 假面騎士Shinobi
假面騎士Hattari

- 忍者之家
主角所屬忍者家族俵家設定為服部半藏的子孫

## 登場作品
影視劇
- 怎麼辦家康（2023年、NHK大河劇、演：山田孝之扮演服部半藏）